# Нарака
Нара́ка (санскр. नरक, Naraka) — підземне царство в індійські традиції. В індуїзмі, ведичній релігії, брахманізмі, джайнізмі та буддизмі Нарака є місцем тортур, аналогом пекла. У індонезійській та малайській мовах словом «Нерака» зветься ісламське пекло — джаганнам. Також Нарака — ім'я одного з асурів, відомого особливо великим злодіяннями.
В індуїзмі виділяється сім рівнів Нараки, на яких перероджуються після смерті на Землі люди, залежно від своєї карми. Перебування там триває доти, поки людина не спокутає карму; найдовше — до кінця кальпи, тобто, мільйони років. Після цього людина перероджується на Землі, переважно в формі іншої людини.
У буддизмі існує уявлення про 8 гарячих і 8 холодних відділів Нараки, що містяться в печерах під землею. Термін перебування в кожному наступному вдвадцятеро довший, ніж у попередньому.